# Pyrausta perparvula
Pyrausta perparvula là một loài bướm đêm trong họ Crambidae.